# سباق أمستل الذهبي للسيدات 2022
سباق أمستل الذهبي للسيدات 2022 هو سباق دراجات هوائية، وهو الموسم الثامن من سباق أمستل الذهبي للسيدات ‏، وأقيم في 10 أبريل 2022 ضمن سباقات طواف العالم للدراجات للسيدات 2022، وشارك فيه 139 متسابقاً ووصل إلى نهايته 115 متسابقاً.
فاز بالمركز الأول مارتا كافالي، وبالمركز الثاني ديمي فوليرينغ، وبالمركز الثالث ليان ليبرت.

## الفرق
| فرق سيدات عالمية (14)- Liv AlUla Jayco ‏ - كانيون–إس آر إيه إم ريسينغ 2022 ‏ - EF Education–Tibco–SVB ‏ - FDJ–Suez ‏ - رالي سايكلنج 2022 ‏ - جامبو فيسما للسيدات 2022 ‏ - ليف ريسينغ 2022 ‏ - موفيستار للسيدات 2022 ‏ - فريق رولان كوجياس إديلويس 2022 ‏ - إس دي وركس 2022 ‏ - Lidl–Trek (women's team) ‏ - فريق سنويب للسيدات 2022 ‏ - يو أي أيه تيم 2022 ‏ - فريق أونو إكس برو للدراجات للسيدات 2022 ‏ فرق دراجات قارية سيدات (10)- Andy Schleck–CP NVST–Immo Losch ‏ - بنجوال شوفالمير-فان إيك سبورت 2022 ‏ - Ceratizit Pro Cycling ‏ - كوب هايتك بوردكتس 2022 ‏ - GT Krush Rebellease Pro Cycling ‏ - لي كول واهو 2022 ‏ - إن إكس تي جي ريسينغ 2022 ‏ - باركهوتل فالكنبورغ 2022 ‏ - بلانتور بورا 2022 ‏ - فالكار ترافل سيرفس 2022 ‏ |  |
| |  |

## المشاركون
| جامبو فيسما للسيدات ‏ TJV | جامبو فيسما للسيدات ‏ TJV | جامبو فيسما للسيدات ‏ TJV |
| ------------------------ | ------------------------ | ------------------------ |
| م                        | عداء                     | مرتبة                    |
| 1                        | ريجان ماركوس             | 14                       |
| 2                        | أنوسكا كوستر             | 32                       |
| 3                        | آنا هندرسون              | 46                       |
| 4                        | Coryn Labecki            | 9                        |
| 5                        | Teuntje Beekhuis ‏        | 83                       |
| 6                        | Karlijn Swinkels ‏        | 42                       |

| إس دي وركس ‏ SDW | إس دي وركس ‏ SDW             | إس دي وركس ‏ SDW |
| --------------- | --------------------------- | --------------- |
| م               | عداء                        | مرتبة           |
| 11              | ديمي فوليرينغ               | 2               |
| 12              | مارلين رويسر (طريق)         | 19              |
| 13              | Chantal van den Broek-Blaak | 53              |
| 14              | Niamh Fisher-Black ‏         | 56              |
| 15              | Blanka Vas ‏ (طريق)          | 24              |
| 16              | آشلي مولمان                 | 7               |

| Lidl–Trek (women's team) ‏ TFS | Lidl–Trek (women's team) ‏ TFS | Lidl–Trek (women's team) ‏ TFS |
| ----------------------------- | ----------------------------- | ----------------------------- |
| م                             | عداء                          | مرتبة                         |
| 21                            | إليسا بالسامو (طريق)          | 8                             |
| 22                            | لوسيندا براند                 | 52                            |
| 23                            | تايلر وايلز                   | 113                           |
| 24                            | ليا توماس                     | 54                            |
| 25                            | شيرين فان أنروي               | 16                            |
| 26                            | Ellen van Dijk (طريق)         | 31                            |

| كانيون–إس آر إيه إم ‏ CSR | كانيون–إس آر إيه إم ‏ CSR | كانيون–إس آر إيه إم ‏ CSR |
| ------------------------ | ------------------------ | ------------------------ |
| م                        | عداء                     | مرتبة                    |
| 31                       | كاتارزينا نيفيادوما      | 5                        |
| 32                       | Elise Chabbey ‏           | 45                       |
| 33                       | تيفاني كرومويل           | 71                       |
| 34                       | Mikayla Harvey ‏          | 51                       |
| 35                       | Pauliena Rooijakkers ‏    | 48                       |
| 36                       | ثريا بالادين             | 34                       |

| موفيستار للسيدات ‏ MOV | موفيستار للسيدات ‏ MOV | موفيستار للسيدات ‏ MOV |
| --------------------- | --------------------- | --------------------- |
| م                     | عداء                  | مرتبة                 |
| 41                    | أنيميك فان فليوتن     | 4                     |
| 42                    | أود بيانيك            | 67                    |
| 43                    | Emma Norsgaard        | 17                    |
| 44                    | Paula Patiño ‏         | 33                    |
| 45                    | أرلينيس سيرا          | 40                    |
| 46                    | Katrine Aalerud ‏      | لم يكمل السباق        |

| EF Education–Tibco–SVB ‏ TIB | EF Education–Tibco–SVB ‏ TIB | EF Education–Tibco–SVB ‏ TIB |
| --------------------------- | --------------------------- | --------------------------- |
| م                           | عداء                        | مرتبة                       |
| 51                          | لورين ستيفنز (طريق)         | 106                         |
| 52                          | كريستابل دوبيل هيكوك        | 27                          |
| 53                          | Veronica Ewers ‏             | 28                          |
| 54                          | Kathrin Hammes ‏             | 60                          |
| 55                          | Magdeleine Vallieres ‏       | 90                          |
| 56                          | Sara Poidevin ‏              | 72                          |

| فريق سنويب للسيدات ‏ DSM | فريق سنويب للسيدات ‏ DSM | فريق سنويب للسيدات ‏ DSM |
| ----------------------- | ----------------------- | ----------------------- |
| م                       | عداء                    | مرتبة                   |
| 61                      | فلورتجي ماكايج          | 23                      |
| 62                      | فايفر جورجي (طريق)      | 41                      |
| 63                      | ليا كيرشمان             | 63                      |
| 64                      | جولييت لابوس            | 11                      |
| 65                      | ليان ليبرت              | 3                       |
| 66                      | Léa Curinier ‏           | 66                      |

| يو أي أيه تيم ‏ UAD | يو أي أيه تيم ‏ UAD              | يو أي أيه تيم ‏ UAD |
| ------------------ | ------------------------------- | ------------------ |
| م                  | عداء                            | مرتبة              |
| 71                 | صوفيا بيرتيزولو                 | 10                 |
| 72                 | Anna Trevisi ‏                   | لم يكمل السباق     |
| 73                 | مارغريتا فيكتوريا غارسيا (طريق) | 6                  |
| 74                 | Maaike Boogaard ‏                | 26                 |
| 75                 | إيريكا ماجندي                   | 15                 |
| 76                 | صوفي رايت                       | 95                 |

| ليف ريسينغ ‏ LIV | ليف ريسينغ ‏ LIV | ليف ريسينغ ‏ LIV |
| --------------- | --------------- | --------------- |
| م               | عداء            | مرتبة           |
| 81              | إيفا بورمان     | لم يكمل السباق  |
| 82              | Silke Smulders ‏ | 20              |
| 83              | Valerie Demey ‏  | 61              |
| 84              | Quinty Ton ‏     | 57              |
| 86              | Ayesha McGowan ‏ | لم يكمل السباق  |

| FDJ–Suez ‏ FSF | FDJ–Suez ‏ FSF     | FDJ–Suez ‏ FSF  |
| ------------- | ----------------- | -------------- |
| م             | عداء              | مرتبة          |
| 91            | مارتا كافالي      | 1              |
| 92            | Stine Borgli ‏     | 102            |
| 93            | إميليا فهلين      | لم يكمل السباق |
| 94            | Victorie Guilman ‏ | 38             |
| 95            | Marie Le Net ‏     | 43             |
| 96            | جادي فيل          | 50             |

| فريق أونو إكس برو للدراجات للسيدات ‏ UXT | فريق أونو إكس برو للدراجات للسيدات ‏ UXT | فريق أونو إكس برو للدراجات للسيدات ‏ UXT |
| --------------------------------------- | --------------------------------------- | --------------------------------------- |
| م                                       | عداء                                    | مرتبة                                   |
| 101                                     | Anniina Ahtosalo ‏                       | لم يكمل السباق                          |
| 102                                     | هانا بارنز                              | 74                                      |
| 103                                     | Joss Lowden ‏                            | 104                                     |
| 104                                     | هانا لودفيغ                             | 47                                      |
| 105                                     | Anne Dorthe Ysland ‏                     | 91                                      |

| رالي سايكلنج ‏ HPW | رالي سايكلنج ‏ HPW   | رالي سايكلنج ‏ HPW |
| ----------------- | ------------------- | ----------------- |
| م                 | عداء                | مرتبة             |
| 111               | Nina Buijsman ‏      | 69                |
| 112               | Henrietta Christie ‏ | 109               |
| 113               | Katie Clouse ‏       | لم يكمل السباق    |
| 114               | Barbara Malcotti ‏   | 49                |
| 115               | Marit Raaijmakers ‏  | 84                |
| 116               | Eri Yonamine ‏       | 107               |

| فريق كوجياس ميتلر لوك برو للدراجات ‏ CGS | فريق كوجياس ميتلر لوك برو للدراجات ‏ CGS | فريق كوجياس ميتلر لوك برو للدراجات ‏ CGS |
| --------------------------------------- | --------------------------------------- | --------------------------------------- |
| م                                       | عداء                                    | مرتبة                                   |
| 121                                     | Ines Cantera‏                            | لم يكمل السباق                          |
| 122                                     | تمارا بالابولينا ‏                       | 103                                     |
| 123                                     | Rotem Gafinovitz ‏                       | لم يكمل السباق                          |
| 124                                     | Aline Seitz ‏                            | 77                                      |
| 125                                     | Petra Stiasny ‏                          | لم يكمل السباق                          |
| 126                                     | أولغا زابيلينسكايا                      | 101                                     |

| Liv AlUla Jayco ‏ BEX | Liv AlUla Jayco ‏ BEX | Liv AlUla Jayco ‏ BEX |
| -------------------- | -------------------- | -------------------- |
| م                    | عداء                 | مرتبة                |
| 131                  | أماندا سبرات         | 55                   |
| 132                  | Alexandra Manly ‏     | 12                   |
| 133                  | Chelsie Tan‏          | لم يكمل السباق       |
| 134                  | أني سانستيبان        | 39                   |
| 135                  | Arianna Fidanza ‏     | 68                   |
| 136                  | جورجيا وليامز        | 73                   |

| GT Krush Rebellease Pro Cycling ‏ BPC | GT Krush Rebellease Pro Cycling ‏ BPC | GT Krush Rebellease Pro Cycling ‏ BPC |
| ------------------------------------ | ------------------------------------ | ------------------------------------ |
| م                                    | عداء                                 | مرتبة                                |
| 141                                  | هنريتا كولبورن                       | 94                                   |
| 142                                  | Daniek Hengeveld ‏                    | 82                                   |
| 143                                  | Femke de Vries ‏                      | لم يكمل السباق                       |
| 144                                  | Carola van de Wetering ‏              | لم يكمل السباق                       |
| 145                                  | Anne Dijkstra ‏                       | 79                                   |
| 146                                  | Petra Welmers‏                        | لم يكمل السباق                       |

| دروبز ‏ DRP | دروبز ‏ DRP           | دروبز ‏ DRP |
| ---------- | -------------------- | ---------- |
| م          | عداء                 | مرتبة      |
| 151        | إليزابيث هولدن       | 18         |
| 152        | إيدر ميرينو كورتازار | 36         |
| 153        | Alice Towers ‏        | 97         |
| 154        | Maike van der Duin ‏  | 89         |
| 155        | April Tacey ‏         | 96         |
| 156        | غلاديس فيرهلست ‏      | 75         |

| باركهوتل فالكنبورغ ‏ PHV | باركهوتل فالكنبورغ ‏ PHV | باركهوتل فالكنبورغ ‏ PHV |
| ----------------------- | ----------------------- | ----------------------- |
| م                       | عداء                    | مرتبة                   |
| 161                     | Pien Limpens ‏           | 110                     |
| 162                     | Mischa Bredewold ‏       | 21                      |
| 163                     | Femke Gerritse ‏         | 62                      |
| 164                     | كيرستي فان هافتن        | 114                     |
| 165                     | Lieke Nooijen ‏          | 76                      |
| 166                     | NED                     | 92                      |

| فالكار سيلانس ‏ VAL | فالكار سيلانس ‏ VAL     | فالكار سيلانس ‏ VAL |
| ------------------ | ---------------------- | ------------------ |
| م                  | عداء                   | مرتبة              |
| 171                | Alice Maria Arzuffi ‏   | 30                 |
| 172                | Olivia Baril ‏          | 22                 |
| 173                | Anastasia Carbonari ‏   | 112                |
| 174                | Federica Piergiovanni ‏ | 59                 |
| 175                | إيلينا بيروني          | 80                 |
| 176                | Elizabeth Stannard ‏    | 65                 |

| بنجوال شوفالمير ‏ BCV | بنجوال شوفالمير ‏ BCV | بنجوال شوفالمير ‏ BCV |
| -------------------- | -------------------- | -------------------- |
| م                    | عداء                 | مرتبة                |
| 181                  | Lotte Claes ‏         | 105                  |
| 182                  | Naomi de Roeck‏       | لم يكمل السباق       |
| 183                  | Olha Kulynych ‏       | 108                  |
| 184                  | Lotte Popelier‏       | لم يكمل السباق       |
| 185                  | Claudia Jongerius‏    | لم يكمل السباق       |

| Ceratizit Pro Cycling ‏ WNT | Ceratizit Pro Cycling ‏ WNT | Ceratizit Pro Cycling ‏ WNT |
| -------------------------- | -------------------------- | -------------------------- |
| م                          | عداء                       | مرتبة                      |
| 191                        | Marta Lach ‏                | 58                         |
| 192                        | Lizbeth Salazar ‏ (طريق)    | لم يكمل السباق             |
| 194                        | Laura Asencio ‏             | 44                         |
| 195                        | حنا نيلسون                 | 99                         |
| 196                        | Lara Vieceli ‏              | 87                         |

| إن إكس تي جي ريسينغ ‏ AGI | إن إكس تي جي ريسينغ ‏ AGI | إن إكس تي جي ريسينغ ‏ AGI |
| ------------------------ | ------------------------ | ------------------------ |
| م                        | عداء                     | مرتبة                    |
| 201                      | Maureen Arens ‏           | 98                       |
| 202                      | Julia Borgström ‏         | 29                       |
| 203                      | Gaia Masetti ‏            | 81                       |
| 204                      | Lone Meertens ‏           | 115                      |
| 205                      | Ilse Pluimers ‏           | 78                       |
| 206                      | Amber Aernouts‏           | لم يكمل السباق           |

| بلانتور بورا سيلينج تيم ‏ PLP | بلانتور بورا سيلينج تيم ‏ PLP | بلانتور بورا سيلينج تيم ‏ PLP |
| ---------------------------- | ---------------------------- | ---------------------------- |
| م                            | عداء                         | مرتبة                        |
| 211                          | Yara Kastelijn ‏              | 13                           |
| 212                          | Kiona Crabbé ‏                | 93                           |
| 213                          | Justine Ghekiere ‏            | 86                           |
| 214                          | Millie Couzens ‏              | 85                           |
| 215                          | Julie Van de Velde ‏          | 35                           |
| 216                          | إنج فان دير هيدين            | 37                           |

| Andy Schleck–CP NVST–Immo Losch ‏ ASC | Andy Schleck–CP NVST–Immo Losch ‏ ASC | Andy Schleck–CP NVST–Immo Losch ‏ ASC |
| ------------------------------------ | ------------------------------------ | ------------------------------------ |
| م                                    | عداء                                 | مرتبة                                |
| 221                                  | Michelle Andres ‏                     | لم يكمل السباق                       |
| 222                                  | Georgia Danford‏                      | 88                                   |
| 224                                  | Lisa Müllenberg‏                      | لم يكمل السباق                       |
| 225                                  | Léna Mettraux ‏                       | لم يكمل السباق                       |
| 226                                  | Carolin Schiff ‏                      | لم يكمل السباق                       |

| تيم كوب هايتك بوردكتس ‏ HPU | تيم كوب هايتك بوردكتس ‏ HPU | تيم كوب هايتك بوردكتس ‏ HPU |
| -------------------------- | -------------------------- | -------------------------- |
| م                          | عداء                       | مرتبة                      |
| 231                        | Caroline Andersson ‏        | 64                         |
| 232                        | Ingvild Gåskjenn ‏          | 25                         |
| 233                        | Ane Iversen‏                | لم يكمل السباق             |
| 234                        | Josie Nelson ‏              | 70                         |
| 235                        | Nicole Steigenga ‏          | 100                        |
| 236                        | Sylvie Swinkels ‏           | 111                        |

| جامبو فيسما للسيدات ‏ TJV | جامبو فيسما للسيدات ‏ TJV | جامبو فيسما للسيدات ‏ TJV |
| ------------------------ | ------------------------ | ------------------------ |
| م                        | عداء                     | مرتبة                    |
| 1                        | ريجان ماركوس             | 14                       |
| 2                        | أنوسكا كوستر             | 32                       |
| 3                        | آنا هندرسون              | 46                       |
| 4                        | Coryn Labecki            | 9                        |
| 5                        | Teuntje Beekhuis ‏        | 83                       |
| 6                        | Karlijn Swinkels ‏        | 42                       |

| إس دي وركس ‏ SDW | إس دي وركس ‏ SDW             | إس دي وركس ‏ SDW |
| --------------- | --------------------------- | --------------- |
| م               | عداء                        | مرتبة           |
| 11              | ديمي فوليرينغ               | 2               |
| 12              | مارلين رويسر (طريق)         | 19              |
| 13              | Chantal van den Broek-Blaak | 53              |
| 14              | Niamh Fisher-Black ‏         | 56              |
| 15              | Blanka Vas ‏ (طريق)          | 24              |
| 16              | آشلي مولمان                 | 7               |

| Lidl–Trek (women's team) ‏ TFS | Lidl–Trek (women's team) ‏ TFS | Lidl–Trek (women's team) ‏ TFS |
| ----------------------------- | ----------------------------- | ----------------------------- |
| م                             | عداء                          | مرتبة                         |
| 21                            | إليسا بالسامو (طريق)          | 8                             |
| 22                            | لوسيندا براند                 | 52                            |
| 23                            | تايلر وايلز                   | 113                           |
| 24                            | ليا توماس                     | 54                            |
| 25                            | شيرين فان أنروي               | 16                            |
| 26                            | Ellen van Dijk (طريق)         | 31                            |

| كانيون–إس آر إيه إم ‏ CSR | كانيون–إس آر إيه إم ‏ CSR | كانيون–إس آر إيه إم ‏ CSR |
| ------------------------ | ------------------------ | ------------------------ |
| م                        | عداء                     | مرتبة                    |
| 31                       | كاتارزينا نيفيادوما      | 5                        |
| 32                       | Elise Chabbey ‏           | 45                       |
| 33                       | تيفاني كرومويل           | 71                       |
| 34                       | Mikayla Harvey ‏          | 51                       |
| 35                       | Pauliena Rooijakkers ‏    | 48                       |
| 36                       | ثريا بالادين             | 34                       |

| موفيستار للسيدات ‏ MOV | موفيستار للسيدات ‏ MOV | موفيستار للسيدات ‏ MOV |
| --------------------- | --------------------- | --------------------- |
| م                     | عداء                  | مرتبة                 |
| 41                    | أنيميك فان فليوتن     | 4                     |
| 42                    | أود بيانيك            | 67                    |
| 43                    | Emma Norsgaard        | 17                    |
| 44                    | Paula Patiño ‏         | 33                    |
| 45                    | أرلينيس سيرا          | 40                    |
| 46                    | Katrine Aalerud ‏      | لم يكمل السباق        |

| EF Education–Tibco–SVB ‏ TIB | EF Education–Tibco–SVB ‏ TIB | EF Education–Tibco–SVB ‏ TIB |
| --------------------------- | --------------------------- | --------------------------- |
| م                           | عداء                        | مرتبة                       |
| 51                          | لورين ستيفنز (طريق)         | 106                         |
| 52                          | كريستابل دوبيل هيكوك        | 27                          |
| 53                          | Veronica Ewers ‏             | 28                          |
| 54                          | Kathrin Hammes ‏             | 60                          |
| 55                          | Magdeleine Vallieres ‏       | 90                          |
| 56                          | Sara Poidevin ‏              | 72                          |

| فريق سنويب للسيدات ‏ DSM | فريق سنويب للسيدات ‏ DSM | فريق سنويب للسيدات ‏ DSM |
| ----------------------- | ----------------------- | ----------------------- |
| م                       | عداء                    | مرتبة                   |
| 61                      | فلورتجي ماكايج          | 23                      |
| 62                      | فايفر جورجي (طريق)      | 41                      |
| 63                      | ليا كيرشمان             | 63                      |
| 64                      | جولييت لابوس            | 11                      |
| 65                      | ليان ليبرت              | 3                       |
| 66                      | Léa Curinier ‏           | 66                      |

| يو أي أيه تيم ‏ UAD | يو أي أيه تيم ‏ UAD              | يو أي أيه تيم ‏ UAD |
| ------------------ | ------------------------------- | ------------------ |
| م                  | عداء                            | مرتبة              |
| 71                 | صوفيا بيرتيزولو                 | 10                 |
| 72                 | Anna Trevisi ‏                   | لم يكمل السباق     |
| 73                 | مارغريتا فيكتوريا غارسيا (طريق) | 6                  |
| 74                 | Maaike Boogaard ‏                | 26                 |
| 75                 | إيريكا ماجندي                   | 15                 |
| 76                 | صوفي رايت                       | 95                 |

| ليف ريسينغ ‏ LIV | ليف ريسينغ ‏ LIV | ليف ريسينغ ‏ LIV |
| --------------- | --------------- | --------------- |
| م               | عداء            | مرتبة           |
| 81              | إيفا بورمان     | لم يكمل السباق  |
| 82              | Silke Smulders ‏ | 20              |
| 83              | Valerie Demey ‏  | 61              |
| 84              | Quinty Ton ‏     | 57              |
| 86              | Ayesha McGowan ‏ | لم يكمل السباق  |

| FDJ–Suez ‏ FSF | FDJ–Suez ‏ FSF     | FDJ–Suez ‏ FSF  |
| ------------- | ----------------- | -------------- |
| م             | عداء              | مرتبة          |
| 91            | مارتا كافالي      | 1              |
| 92            | Stine Borgli ‏     | 102            |
| 93            | إميليا فهلين      | لم يكمل السباق |
| 94            | Victorie Guilman ‏ | 38             |
| 95            | Marie Le Net ‏     | 43             |
| 96            | جادي فيل          | 50             |

| فريق أونو إكس برو للدراجات للسيدات ‏ UXT | فريق أونو إكس برو للدراجات للسيدات ‏ UXT | فريق أونو إكس برو للدراجات للسيدات ‏ UXT |
| --------------------------------------- | --------------------------------------- | --------------------------------------- |
| م                                       | عداء                                    | مرتبة                                   |
| 101                                     | Anniina Ahtosalo ‏                       | لم يكمل السباق                          |
| 102                                     | هانا بارنز                              | 74                                      |
| 103                                     | Joss Lowden ‏                            | 104                                     |
| 104                                     | هانا لودفيغ                             | 47                                      |
| 105                                     | Anne Dorthe Ysland ‏                     | 91                                      |

| رالي سايكلنج ‏ HPW | رالي سايكلنج ‏ HPW   | رالي سايكلنج ‏ HPW |
| ----------------- | ------------------- | ----------------- |
| م                 | عداء                | مرتبة             |
| 111               | Nina Buijsman ‏      | 69                |
| 112               | Henrietta Christie ‏ | 109               |
| 113               | Katie Clouse ‏       | لم يكمل السباق    |
| 114               | Barbara Malcotti ‏   | 49                |
| 115               | Marit Raaijmakers ‏  | 84                |
| 116               | Eri Yonamine ‏       | 107               |

| فريق كوجياس ميتلر لوك برو للدراجات ‏ CGS | فريق كوجياس ميتلر لوك برو للدراجات ‏ CGS | فريق كوجياس ميتلر لوك برو للدراجات ‏ CGS |
| --------------------------------------- | --------------------------------------- | --------------------------------------- |
| م                                       | عداء                                    | مرتبة                                   |
| 121                                     | Ines Cantera‏                            | لم يكمل السباق                          |
| 122                                     | تمارا بالابولينا ‏                       | 103                                     |
| 123                                     | Rotem Gafinovitz ‏                       | لم يكمل السباق                          |
| 124                                     | Aline Seitz ‏                            | 77                                      |
| 125                                     | Petra Stiasny ‏                          | لم يكمل السباق                          |
| 126                                     | أولغا زابيلينسكايا                      | 101                                     |

| Liv AlUla Jayco ‏ BEX | Liv AlUla Jayco ‏ BEX | Liv AlUla Jayco ‏ BEX |
| -------------------- | -------------------- | -------------------- |
| م                    | عداء                 | مرتبة                |
| 131                  | أماندا سبرات         | 55                   |
| 132                  | Alexandra Manly ‏     | 12                   |
| 133                  | Chelsie Tan‏          | لم يكمل السباق       |
| 134                  | أني سانستيبان        | 39                   |
| 135                  | Arianna Fidanza ‏     | 68                   |
| 136                  | جورجيا وليامز        | 73                   |

| GT Krush Rebellease Pro Cycling ‏ BPC | GT Krush Rebellease Pro Cycling ‏ BPC | GT Krush Rebellease Pro Cycling ‏ BPC |
| ------------------------------------ | ------------------------------------ | ------------------------------------ |
| م                                    | عداء                                 | مرتبة                                |
| 141                                  | هنريتا كولبورن                       | 94                                   |
| 142                                  | Daniek Hengeveld ‏                    | 82                                   |
| 143                                  | Femke de Vries ‏                      | لم يكمل السباق                       |
| 144                                  | Carola van de Wetering ‏              | لم يكمل السباق                       |
| 145                                  | Anne Dijkstra ‏                       | 79                                   |
| 146                                  | Petra Welmers‏                        | لم يكمل السباق                       |

| دروبز ‏ DRP | دروبز ‏ DRP           | دروبز ‏ DRP |
| ---------- | -------------------- | ---------- |
| م          | عداء                 | مرتبة      |
| 151        | إليزابيث هولدن       | 18         |
| 152        | إيدر ميرينو كورتازار | 36         |
| 153        | Alice Towers ‏        | 97         |
| 154        | Maike van der Duin ‏  | 89         |
| 155        | April Tacey ‏         | 96         |
| 156        | غلاديس فيرهلست ‏      | 75         |

| باركهوتل فالكنبورغ ‏ PHV | باركهوتل فالكنبورغ ‏ PHV | باركهوتل فالكنبورغ ‏ PHV |
| ----------------------- | ----------------------- | ----------------------- |
| م                       | عداء                    | مرتبة                   |
| 161                     | Pien Limpens ‏           | 110                     |
| 162                     | Mischa Bredewold ‏       | 21                      |
| 163                     | Femke Gerritse ‏         | 62                      |
| 164                     | كيرستي فان هافتن        | 114                     |
| 165                     | Lieke Nooijen ‏          | 76                      |
| 166                     | NED                     | 92                      |

| فالكار سيلانس ‏ VAL | فالكار سيلانس ‏ VAL     | فالكار سيلانس ‏ VAL |
| ------------------ | ---------------------- | ------------------ |
| م                  | عداء                   | مرتبة              |
| 171                | Alice Maria Arzuffi ‏   | 30                 |
| 172                | Olivia Baril ‏          | 22                 |
| 173                | Anastasia Carbonari ‏   | 112                |
| 174                | Federica Piergiovanni ‏ | 59                 |
| 175                | إيلينا بيروني          | 80                 |
| 176                | Elizabeth Stannard ‏    | 65                 |

| بنجوال شوفالمير ‏ BCV | بنجوال شوفالمير ‏ BCV | بنجوال شوفالمير ‏ BCV |
| -------------------- | -------------------- | -------------------- |
| م                    | عداء                 | مرتبة                |
| 181                  | Lotte Claes ‏         | 105                  |
| 182                  | Naomi de Roeck‏       | لم يكمل السباق       |
| 183                  | Olha Kulynych ‏       | 108                  |
| 184                  | Lotte Popelier‏       | لم يكمل السباق       |
| 185                  | Claudia Jongerius‏    | لم يكمل السباق       |

| Ceratizit Pro Cycling ‏ WNT | Ceratizit Pro Cycling ‏ WNT | Ceratizit Pro Cycling ‏ WNT |
| -------------------------- | -------------------------- | -------------------------- |
| م                          | عداء                       | مرتبة                      |
| 191                        | Marta Lach ‏                | 58                         |
| 192                        | Lizbeth Salazar ‏ (طريق)    | لم يكمل السباق             |
| 194                        | Laura Asencio ‏             | 44                         |
| 195                        | حنا نيلسون                 | 99                         |
| 196                        | Lara Vieceli ‏              | 87                         |

| إن إكس تي جي ريسينغ ‏ AGI | إن إكس تي جي ريسينغ ‏ AGI | إن إكس تي جي ريسينغ ‏ AGI |
| ------------------------ | ------------------------ | ------------------------ |
| م                        | عداء                     | مرتبة                    |
| 201                      | Maureen Arens ‏           | 98                       |
| 202                      | Julia Borgström ‏         | 29                       |
| 203                      | Gaia Masetti ‏            | 81                       |
| 204                      | Lone Meertens ‏           | 115                      |
| 205                      | Ilse Pluimers ‏           | 78                       |
| 206                      | Amber Aernouts‏           | لم يكمل السباق           |

| بلانتور بورا سيلينج تيم ‏ PLP | بلانتور بورا سيلينج تيم ‏ PLP | بلانتور بورا سيلينج تيم ‏ PLP |
| ---------------------------- | ---------------------------- | ---------------------------- |
| م                            | عداء                         | مرتبة                        |
| 211                          | Yara Kastelijn ‏              | 13                           |
| 212                          | Kiona Crabbé ‏                | 93                           |
| 213                          | Justine Ghekiere ‏            | 86                           |
| 214                          | Millie Couzens ‏              | 85                           |
| 215                          | Julie Van de Velde ‏          | 35                           |
| 216                          | إنج فان دير هيدين            | 37                           |

| Andy Schleck–CP NVST–Immo Losch ‏ ASC | Andy Schleck–CP NVST–Immo Losch ‏ ASC | Andy Schleck–CP NVST–Immo Losch ‏ ASC |
| ------------------------------------ | ------------------------------------ | ------------------------------------ |
| م                                    | عداء                                 | مرتبة                                |
| 221                                  | Michelle Andres ‏                     | لم يكمل السباق                       |
| 222                                  | Georgia Danford‏                      | 88                                   |
| 224                                  | Lisa Müllenberg‏                      | لم يكمل السباق                       |
| 225                                  | Léna Mettraux ‏                       | لم يكمل السباق                       |
| 226                                  | Carolin Schiff ‏                      | لم يكمل السباق                       |

| تيم كوب هايتك بوردكتس ‏ HPU | تيم كوب هايتك بوردكتس ‏ HPU | تيم كوب هايتك بوردكتس ‏ HPU |
| -------------------------- | -------------------------- | -------------------------- |
| م                          | عداء                       | مرتبة                      |
| 231                        | Caroline Andersson ‏        | 64                         |
| 232                        | Ingvild Gåskjenn ‏          | 25                         |
| 233                        | Ane Iversen‏                | لم يكمل السباق             |
| 234                        | Josie Nelson ‏              | 70                         |
| 235                        | Nicole Steigenga ‏          | 100                        |
| 236                        | Sylvie Swinkels ‏           | 111                        |

## التصنيف العام النهائي
| التصنيف العام         | التصنيف العام            | التصنيف العام    | التصنيف العام             | التصنيف العام |
| العداء                | العداء                   | البلد            | الفريق                    | الوقت         |
| --------------------- | ------------------------ | ---------------- | ------------------------- | ------------- |
| 1                     | مارتا كافالي             | إيطاليا          | FDJ–Suez ‏                 | 3 س 17 د 41 ث |
| 2                     | ديمي فوليرينغ            | هولندا           | إس دي وركس ‏               | + 4 ث         |
| 3                     | ليان ليبرت               | ألمانيا          | فريق سنويب للسيدات ‏       | + 4 ث         |
| 4                     | أنيميك فان فليوتن        | هولندا           | موفيستار للسيدات ‏         | + 4 ث         |
| 5                     | Katarzyna Niewiadoma     | بولندا           | كانيون–إس آر إيه إم ‏      | + 4 ث         |
| 6                     | مارغريتا فيكتوريا غارسيا | إسبانيا          | يو أي أيه تيم ‏            | + 4 ث         |
| 7                     | آشلي مولمان              | جنوب أفريقيا     | إس دي وركس ‏               | + 7 ث         |
| 8                     | إليسا بالسامو            | إيطاليا          | Lidl–Trek (women's team) ‏ | + 9 ث         |
| 9                     | Coryn Labecki            | الولايات المتحدة | جامبو فيسما للسيدات ‏      | + 9 ث         |
| 10                    | صوفيا بيرتيزولو          | إيطاليا          | يو أي أيه تيم ‏            | + 9 ث         |
| مصدر: ProCyclingStats |                          |                  |                           |               |

### تصنيف النقاط
| تصنيف النقاط          | تصنيف النقاط                | تصنيف النقاط | تصنيف النقاط              | تصنيف النقاط |
| العداء                | العداء                      | البلد        | الفريق                    | النقاط       |
| --------------------- | --------------------------- | ------------ | ------------------------- | ------------ |
| 1                     | إليسا بالسامو               | إيطاليا      | Lidl–Trek (women's team) ‏ | 1636 نقطة    |
| 2                     | لوت كوبيكي                  | بلجيكا       | إس دي وركس ‏               | 1360 نقطة    |
| 3                     | أنيميك فان فليوتن           | هولندا       | موفيستار للسيدات ‏         | 860 نقطة     |
| 4                     | لورينا ويبيس                | هولندا       | فريق سنويب للسيدات ‏       | 720 نقطة     |
| 5                     | مارتا باستيانيلي            | إيطاليا      | يو أي أيه تيم ‏            | 664 نقطة     |
| 6                     | Katarzyna Niewiadoma        | بولندا       | كانيون–إس آر إيه إم ‏      | 508 نقطة     |
| 7                     | Chantal van den Broek-Blaak | هولندا       | إس دي وركس ‏               | 504 نقطة     |
| 8                     | ماريان فوس                  | هولندا       | جامبو فيسما للسيدات ‏      | 464 نقطة     |
| 9                     | آشلي مولمان                 | جنوب أفريقيا | إس دي وركس ‏               | 448 نقطة     |
| 10                    | صوفيا بيرتيزولو             | إيطاليا      | يو أي أيه تيم ‏            | 444 نقطة     |
| مصدر: ProCyclingStats |                             |              |                           |              |

## تصنيف الفرق

### الفرق حسب النقاط
| ترتيب الفرق حسب النقاط | ترتيب الفرق حسب النقاط              | ترتيب الفرق حسب النقاط   | ترتيب الفرق حسب النقاط |
| الفريق                 | الفريق                              | البلد                    | النقاط                 |
| ---------------------- | ----------------------------------- | ------------------------ | ---------------------- |
| 1                      | إس دي وركس 2022 ‏                    | هولندا                   | 3528 نقطة              |
| 2                      | Trek-Segafredo ‏                     | الولايات المتحدة         | 2096 نقطة              |
| 3                      | موفيستار للسيدات 2022 ‏              | إسبانيا                  | 1596 نقطة              |
| 4                      | كانيون–إس آر إيه إم ريسينغ 2022 ‏    | ألمانيا                  | 1584 نقطة              |
| 5                      | FDJ-Nouvelle Aquitaine-Futuroscope ‏ | فرنسا                    | 1548 نقطة              |
| 6                      | يو أي أيه تيم 2022 ‏                 | الإمارات العربية المتحدة | 1460 نقطة              |
| 7                      | Team DSM                            | هولندا                   | 1388 نقطة              |
| 8                      | جامبو فيسما للسيدات 2022 ‏           | هولندا                   | 964 نقطة               |
| 9                      | فالكار ترافل سيرفس 2022 ‏            | إيطاليا                  | 728 نقطة               |
| 10                     | Ceratizit-WNT ‏                      | المملكة المتحدة          | 372 نقطة               |
| مصدر: ProCyclingStats  |                                     |                          |                        |

## تصانيف فرعية

### تصنيف أفضل شاب
| تصنيف أفضل شاب        | تصنيف أفضل شاب      | تصنيف أفضل شاب  | تصنيف أفضل شاب            | تصنيف أفضل شاب |
| العداء                | العداء              | البلد           | الفريق                    | الوقت          |
| --------------------- | ------------------- | --------------- | ------------------------- | -------------- |
| 1                     | شيرين فان أنروي     | هولندا          | Lidl–Trek (women's team) ‏ |                |
| 2                     | فايفر جورجي         | المملكة المتحدة | فريق سنويب للسيدات ‏       |                |
| 3                     | Mischa Bredewold ‏   | هولندا          | باركهوتل فالكنبورغ ‏       |                |
| 4                     | Julia Borgström ‏    | السويد          | إن إكس تي جي ريسينغ ‏      |                |
| 5                     | Lonneke Uneken ‏     | هولندا          | إس دي وركس ‏               |                |
| 6                     | Silke Smulders ‏     | هولندا          | ليف ريسينغ ‏               |                |
| 7                     | Niamh Fisher-Black ‏ | نيوزيلندا       | إس دي وركس ‏               |                |
| 8                     | Femke Gerritse ‏     | هولندا          | باركهوتل فالكنبورغ ‏       |                |
| 9                     | Maike van der Duin ‏ | هولندا          | دروبز ‏                    |                |
| 10                    | Julie De Wilde ‏     | بلجيكا          | بلانتور بورا سيلينج تيم ‏  |                |
| مصدر: ProCyclingStats |                     |                 |                           |                |

## وصلات خارجية
- الموقع الرسمي
- لمحة عن سباق سباق أمستل الذهبي للسيدات 2022 على موقع  ProCyclingStats   (برو  سايكلنج  ستاتس) - إحصاءات  محترفي  الدراجات.
- سباق أمستل الذهبي للسيدات 2022 على موقع إحصائيات الدراجات الإحترافية (الإنجليزية)